# Soulèvement des Ovambos
Première guerre mondiale
Le soulèvement des Ovambos est une révolte contre la domination coloniale portugaise pendant la Première Guerre mondiale. Elle dure du 18 décembre 1914 au 6 février 1917, date à laquelle, le roi d'Oukwanyama, Mandume yaNdemufayo meurt. La guerre oppose les troupes portugaises et sud-africaines, commandées par le général António Júlio da Costa Pereira de Eça, à une armée tribale des Ovambos, composée principalement de combattants du clan Oukwanyama.

## Contexte

### Les Ovambos sous domination coloniale
Avant la ruée vers l’Afrique, la région du sud de l’Angola appartenait au royaume de Kwanyama. Les accords de Berlin de 1884 divisent le royaume et le groupe ethnique ovambo dans son ensemble entre deux puissances coloniales, sans qu’aucune des populations autochtones d’Angola n’ait leur mot à dire. Cependant, aucune des deux puissances ne tentera d’occuper ou d’administrer pendant au moins deux décennies. Tous les efforts portugais pour soumettre les Ovambos sont infructueux jusqu’à la conquête d’Ombandja en 1907 et d’Evale en 1912 lors de la campagne portugaise contre les Ovambos. La raison pour laquelle les Ovambo sont si difficiles à soumettre est qu’ils sont bien armés pour essayer de conquérir une région aussi peu prometteuse économiquement, surtout avant 1907,.
Malgré la loi de la Convention de Bruxelles de 1890, qui interdit la vente d’armes à feu et de munitions aux Africains, les commerçants d’Allemagne et du Portugal continuent à faire passer en contrebande des armes, de l’alcool, de l’ivoire et du bétail dans l’Ovamboland. Les chefs ovambos recherchent des armes avant tout dans leurs relations avec les marchands, car ils en ont besoin pour leurs raids. En raison de décennies de commerce illégal d’armes, de nombreux royaumes ovambos possèdent de grandes quantités d’armes et leur capacité militaire ne doit pas être sous-estimée. Presque tous les Ovambos possèdent une arme à feu, et une révolte y a même éclaté une décennie auparavant. Les Allemands et les Portugais ont essayé d’arrêter le commerce des armes, mais n’y parviennent pas. Tout cela a changé lorsque Mandume ya Ndemufayo accède au pouvoir en 1911. Mandumé expulse tous les commerçants de son royaume en raison de l’intrusion coloniale qui menace sa souveraineté, tandis que d’autres royaumes sont encore accueillants envers les commerçants.

### Relations entre l'Allemagne et Kwanayama
Mandume rejette l’idée d’une domination coloniale portugaise et exige d’être sur un pied d’égalité avec les dirigeants coloniaux dans leurs capitales lointaines. Mandume cherche également à entretenir des relations étroites avec les Allemands, bien qu’ils possèdent la moitié sud de son royaume. Il est même allé jusqu’à décrire le gouverneur du Sud-Ouest africain allemand, Theodor Seitz, comme son « frère de Windhouk ».
En août 1914, le gouverneur du district d’Outjo, Hans Schultze-Jena, signale au gouverneur Seitz par télégramme les mouvements suspects de troupes britanniques ou du moins l’influence croissante des Britanniques en Angola. Schultze dit à Seitz qu’il y a des rumeurs selon lesquelles les Portugais essaient de retourner les Ovambos contre la domination coloniale allemande. Malgré la confirmation de ces allégations, Seitz est allé de l’avant et a envoyé une lettre à Mandume, lui disant que les forces allemandes le soutiendraient s’il était attaqué par les Portugais. La lettre promettait également 100 armes à feu et des munitions à Mandume, ce qui n’a jamais été donné. Le mois suivant, Seitz envoie une autre lettre contenant la même offre, plus du vin. La lettre parle également des « grandes victoires » de l’Allemagne en Europe, assurant à Mandume que s’il reste fidèle aux Allemands, vous n’avez pas à craindre les Portugais et que s’ils l'attaquent, il enverrait des troupes allemandes pour les expulser. Les canons ne devaient pas être livrés à moins que les Portugais ne se joignent aux Britanniques et n’envahissent l’Ovamboland.

### Préparation à la guerre
En octobre 1914, Seitz tente de donner à Mandume les 100 fusils M 71 obsolètes, mais le commissaire indigène du gouvernement, Hermann Tönjes, lui conseille de n’envoyer que 5 fusils à Mandume et 1 à chacun des 3 autres rois ovambos. Mandume remercie Seitz pour les armes promises et l’assure de son allégeance aux Allemands. Seitz demande également si les hommes de Mandume rejoindraient ses forces à Naulila, mais cela ne se produit jamais. Le mois suivant, le 5 novembre, Mandume aurait dit au gouverneur du district de l’époque, José Augusto Alves Roçadas, que les Allemands allaient attaquer massivement l’Angola. Cependant, cette évènement n'arrive que le mois suivant.
L’armée allemande remportera une victoire majeure à la bataille de Naulila le 18 décembre 1914. C'est une sévère défaite pour les forces portugaises. La victoire dans leur région impressionne les Ovambos et les encourage à considérer que le moment est venu de secouer le joug de l’occupant colonial portugais. Mais il n’y a pas de rébellion jusqu’à ce que le gouverneur Roçadas déplace la plupart de ses troupes hors de l'Ovamboland et vers Humbe, laissant derrière lui 1 000 fusils et 4 mitrailleuses. Alimentée par leur haine contre Alves Roçadas, la faiblesse militaire du Portugal et la famine, tout l'Ovamboland s’est révoltée contre le Portugal.

## Déroulement

### Dans l'Angola portugais

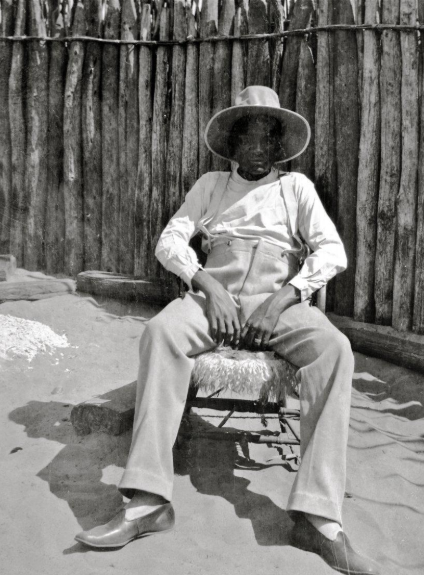
Mandume ya Ndemufayo en 1915.

Alors que Roçadas est distrait par la menace allemande à l’ouest, Mandume est en mesure de mobiliser ses forces et fait piller le fort Kafima à la fin du mois de décembre. Ses hommes capturent 3 soldats portugais et les envoient à N’giva. Malgré l’absence de confrontation entre les deux camps dans les premiers jours de la guerre, Mandume est rapidement devenu l’homme le plus puissant de l’Ovamboland. Après cela, les Portugais ne font pas grand-chose à cause de leur guerre avec les Allemands et essaient de limiter les affrontements avec les Ovambo pour le moment. Tout a changé le 12 août 1915 lorsque les forces portugaises lancent une offensive à travers la rivière Kunene avec environ 4 colonnes. La plus grande de ces colonnes, avec environ 2 700 hommes, est commandée par Pereira de Eça lui-même. Pereira de Eça a emmené 5 000 des 11 000 avec lui lors de cette campagne. Au moment où les Portugais y arrivent, la capacité militaire des Ovambos a déjà été réduite en raison de l’augmentation de la famine et de l’accumulation de troubles sociaux au fil des ans.
L’objectif principal de cette campagne est d’atteindre Mandumé dans sa résidence royale à N’giva. Par rapport aux campagnes précédentes, Pereira de Eça a un avantage car il connait bien la région. Mandume sait que les Portugais viennent le chercher, et au lieu d’attendre qu’ils frappent à sa porte d’entrée, il est allé les attaquer avant qu’ils ne puissent atteindre sa maison. Mandume a l’avantage cette fois-ci car ses hommes peuvent facilement se forger pour se nourrir tandis que les hommes de Pereira de Eça sont lents et manquaient d’eau. Dans les premiers jours, un grand nombre de chevaux et de bœufs de traction de la cavalerie sont victimes de la sécheresse.
Le 15 août, une escarmouche a lieu dans une zone inconnue entre les deux forces, les Ovambos étant « principalement armés comme le sont les indigènes » et disposant de deux canons sans munitions. Le 16 août, la cavalerie portugaise et les auxiliaires africains repèrent un rassemblement de troupes ovambos à Mongua, près de quelques petits points d’eau. Pereira de Eça ordonne à ses hommes de se diriger dans cette direction, et le lendemain, ils mettent en place des positions défensives tout comme les hommes de Mandume. Le 18 août, un ami proche de Mandume, Calola, avec une force d’hommes Ovambo attaque les flancs est et nord avec toutes ses forces en commençant la bataille de Mongua. Les hommes de Pereira de Eça répondent par une pluie de balles pendant 3 heures. Au total, un officier et 16 soldats sont tués du côté portugais. Par la suite, les Ovambos encerclent les forces portugaises et les forcent à se retrancher. Le même jour, les deux armées se disputent un point d’eau parce qu’ils manquent de ressources. Le lendemain, Mandume arrive dans la région avec des renforts.
Le 20 août, Mandume rassemble plusieurs milliers d’hommes et attaque le camp portugais. Après 10 heures de combat, les Ovambos sont contraints de battre en retraite en raison d’un manque de ravitaillement, y compris l’eau qu’ils ont perdue. Au total, les Portugais subissent 35 pertes et 57 blessés. Les Ovambos en perdent 25 et ont 100 blessés. Après la bataille, les Portugais commencent également à affirmer que les forces allemandes aident les Ovambos parce qu’il est inimaginable pour eux que les Africains puissent faire la guerre comme les Européens. Après la bataille, les forces portugaises se sont retrouvées bloquées à Mongua, car la majorité de leurs chevaux et bœufs de trait sont morts. Pereira de Eça décide d’attendre des renforts au lieu de retourner à Humbe, car la dernière fois que les forces portugaises se sont retirées de la région, cela ne s’est pas très bien passé pour elles. Ses forces à ce moment-là sont immobilisées et ne peuvent pas occuper la zone. C’est une chance pour les Portugais que Mandume n’ait pas attaqué leurs forces pendant qu’elles étaient là pendant les 4 jours suivants. Au lieu de cela, il a voulu économiser les munitions et s’est retiré dans la zone frontalière. Finalement, le 24 août, un convoi en provenance de Cuamato et de Naulila et un convoi en provenance d’Evale rencontrent les forces de Pereira de Eça à Mongua. Maintenant, avec 4 000 soldats à sa disposition, il ordonne la construction d’un fort à Mongua et commence à pousser vers le sud.

### Dans le Sud-Ouest allemand

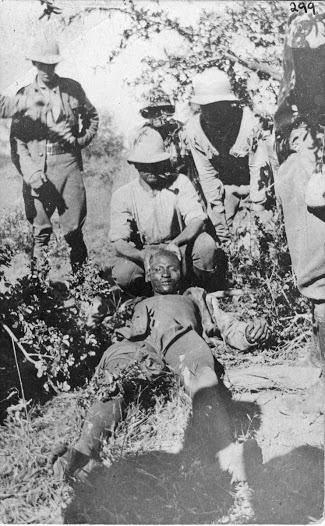
Des soldats sud-africains devant le corps de Mandume.

Après sa défaite à Mongua, Mandume s’enfuit vers l’ancien Sud-Ouest africain allemand, dont la majeure partie est sous contrôle sud-africain. Dès le 1er juillet, les Sud-africains ont déjà atteint Otavi. Le 2 septembre, la capitale des Ovambos, N’giva, tombe aux mains des forces portugaises, mettant fin au contrôle des Ovambos sur la majorité du sud de l’Angola. Il installe son nouveau quartier général dans un village appelé Oihole. À partir de là, il continue à combattre les forces portugaises dans le sud de l’Angola, mais après un certain temps, il retire ses forces vers le sud parce qu’il reconnait l’avantage tactique que la frontière lui donne. Les Portugais demandent son extradition à Oihole, mais il bénéficie d’une protection en Afrique du Sud. Cependant, il continue à enfreindre les termes de la protection sud-africaine en lançant de plus en plus d’incursions en Angola. Lors de l’une de ces incursions en octobre 1916, ses hommes tendent une embuscade à une patrouille portugaise en Angola, tuant 16 soldats et un officier. Cela attire l’attention du Premier ministre sud-africain, le général Louis Botha, qui est contrarié par les actions de Mandume et lui dit de s’expliquer à Windhouk. En réponse, on dit à Botha que la loi de Kwanyaman interdit au roi de quitter son territoire et que Mandume pense qu’il n’a rien fait de mal à leur égard.
Au début de l’année 1917, un conflit ouvert éclate entre Mandume et le commissaire résident sud-africain Manning, récemment nommé. Les Sud-Africains, refusant les opérations conjointes avec les Portugais,, envoient une force de 700 soldats sous le commandement du colonel de Jager pour destituer Mandume. À ce moment-là, Manning, le lieutenant Carl Hugo L. Hahn et prétendument Ndjukuma, que le roi a déplacé d’Oihole à Omhedi, ont recueilli suffisamment d’informations pour lancer une attaque ouverte sur Mandume. Finalement, le 6 février 1917, des tirs de mitrailleuses des forces sud-africaines tuent Mandume près de son embala à Oihole, mettant fin au soulèvement des Ovambos, dépourvus de chef. Selon les habitants, il est en fait mort en se suicidant après avoir été blessé afin de ne pas pouvoir être pris par l’ennemi. Après sa mort, l’administration sud-africaine abolit la royauté de Kwanyama,.

## Bibiliographie
- (en) Jakob Zollmann, Naulila 1914. World War I in Angola and International Law, Nomos Verlagsgesellschaft mbH & Co., 2016 (ISBN 9783845271606)
- (en) David Birmingham, A Short History of Modern Angola, New York, Oxford University Press, 2015
- (en) Hew Strachan, The First World War, vol. 1 : To Arms, Oxford University Press, 2003
- (en) Jakob Zollmann, « Unforeseen combat at Naulila. German South West Africa, Angola, and the First World War in 1914–1917 », Journal of Namibian Studies: History Politics Culture,‎ 2016